# Franz Mehring

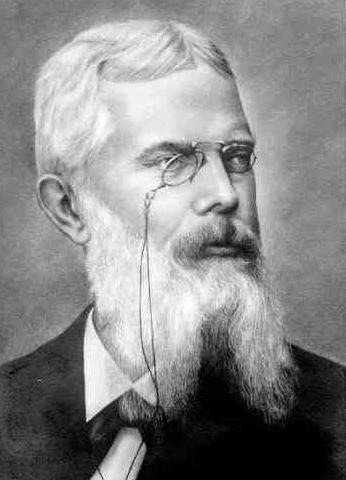
Franz Mehring

Franz Erdmann Mehring (* 27. Februar 1846 in Schlawe in Pommern; † 28. oder 29. Januar 1919 in Berlin) war ein deutscher Publizist und Politiker. Zu Beginn seines Schaffens eher bürgerlich-demokratische und zwischenzeitig auch nationalliberale Positionen vertretend, wandte er sich im Laufe der 1880er Jahre der Sozialdemokratie und dem Marxismus zu. Er war einer der bedeutendsten marxistischen Historiker seiner Zeit und verfasste unter anderem eine bedeutende Biografie zu Karl Marx. Als Publizist äußerte er sich häufig zu politischen und gesellschaftlichen Fragen seiner Zeit, wobei einige seiner Äußerungen zum Judentum von Teilen der Forschung als antisemitisch bewertet werden.

## Leben

### Herkunft, Ausbildung, Studium
Franz Mehring war der Sohn von Carl Wilhelm Mehring, einem ehemaligen Offizier und höheren Steuerbeamten, und Henriette Mehring, geborene Schulze. Er besuchte das Gymnasium in Greifenberg und studierte vom 30. Oktober 1866 bis 1868 Klassische Philologie an der Universität Leipzig und vom 28. November 1868 bis zur Zwangsexmatrikulation am 12. Juli 1870 an der Friedrich-Wilhelms-Universität zu Berlin. In Leipzig gehörte er seit 1867 zeitweise der Leipziger Burschenschaft Dresdensia an. Er promovierte am 9. August 1882 an der Universität Leipzig zum Dr. phil. mit der Dissertation: „Die deutsche Sozialdemokratie. Ihre Geschichte und ihre Lehre“. Die Arbeit wurde mit „löblich“ beurteilt, die Promotion fand „sine examine“ statt.

### Erste politische Präferenzen und publizistische Aktivitäten
Politisch war er zunächst bürgerlicher Demokrat. Seit 1870 arbeitete er für verschiedene Tages- und Wochenzeitungen. 1868 wechselte er zum weiteren Studium nach Berlin und arbeitete zunächst in der Redaktion der demokratischen Tageszeitung Die Zukunft (Herausgeber Johann Jacoby und Guido Weiss). 

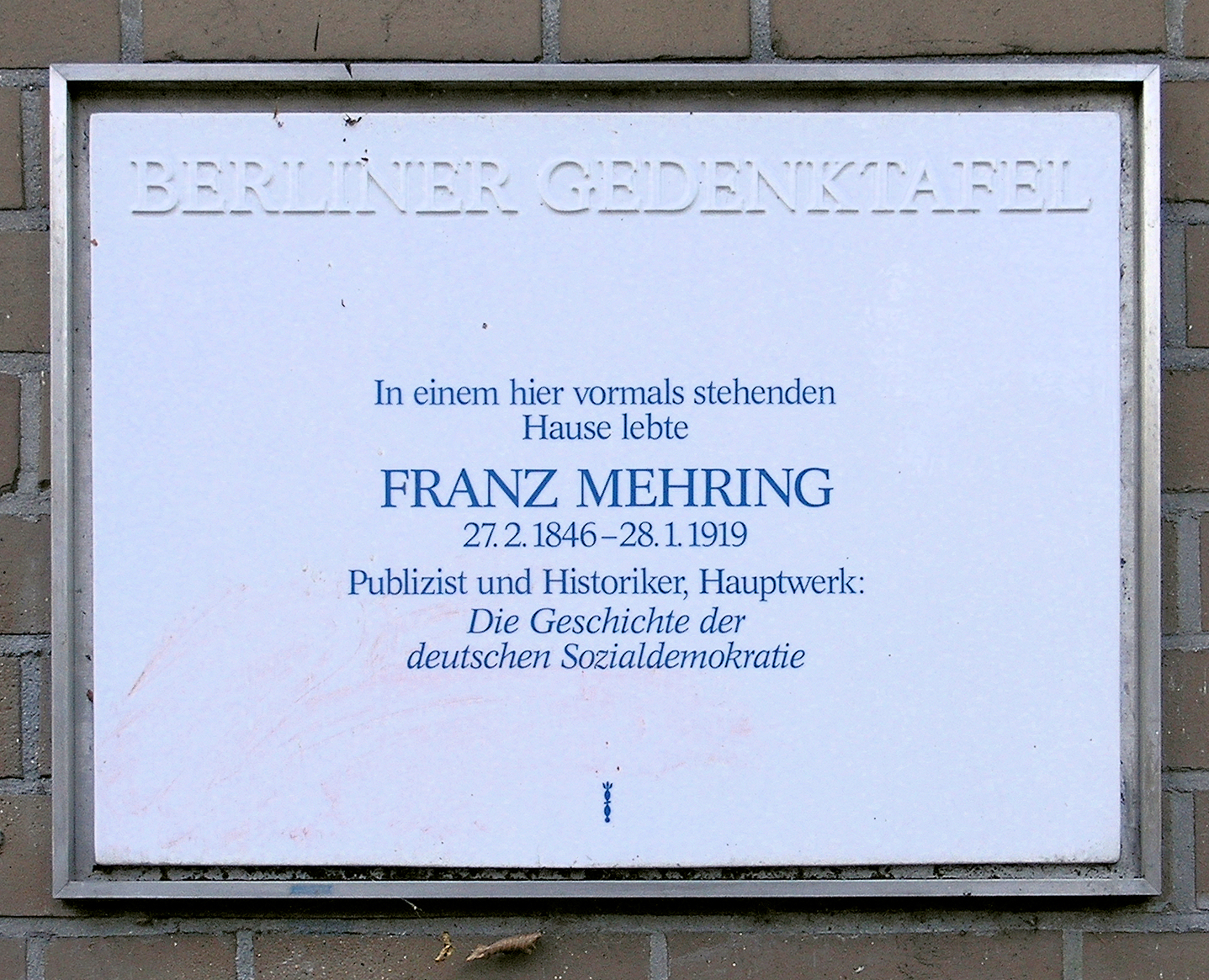
Gedenktafel am Hause Beymestraße 7, Berlin-Steglitz

Bereits 1867 traf Mehring in Berlin auf August Bebel und Wilhelm Liebknecht, ohne dass dies zunächst Folgen für seinen politischen Standpunkt gehabt hätte. Vielmehr wandte er sich unter dem Eindruck des Krieges von 1870/71 vorübergehend von den Demokraten ab und dem nationalliberalen Lager zu. In den folgenden Jahren kehrte er jedoch zu seinen demokratischen Positionen zurück. 1871 bis 1874 berichtete er für das „Oldenberg’sche Korrespondenzbüro“ über Reichstags- und Landtagssitzungen und wurde zu einem bekannten Parlamentsreporter. Danach arbeitete er als politischer Korrespondent für Die Waage. Wochenblatt für Politik und Literatur. Hier veröffentlichte er 1875 eine Artikelserie gegen Heinrich von Treitschke, die kurze Zeit später als Buch unter dem Namen Herr von Treitschke, der Sozialistentödter und die Endziele des Liberalismus – Eine sozialistische Replik erschien. Er arbeitete auch für die demokratisch orientierte Frankfurter Zeitung des jüdischen Verlegers Leopold Sonnemann, der der Sozialdemokratie nahestand und von den Parteiführern geschätzt wurde. Im Mai 1876 wandte sich Mehring in einem Artikel in der Staatsbürger-Zeitung gegen seinen Verleger. Er warf ihm vor, Bestechungsgelder angenommen und während der Gründerkrise an kriminellen Börsenspekulationen teilgenommen zu haben. Damit griff Mehring nach Ansicht des Historikers Robert Wistrich eine Kampagne von radikalen Antisemiten vom Schlage eines Otto Glagau und Wilhelm Marr auf. Mehrings Beschuldigungen gegen Sonnemann wurden von der Führung der Sozialdemokratie unter August Bebel und Wilhelm Liebknecht öffentlich abgelehnt. Diese Auseinandersetzung führte zu einem 15 Jahre dauernden Riss zwischen Mehring und der Sozialdemokratie. Die Führung der Sozialdemokratie betrachtete Mehring mit Misstrauen, zumal Mehring danach mehrere antisozialistische Arbeiten verfasste. Vor allem sein Buch Die Deutsche Socialdemokratie, ihre Geschichte und ihre Lehre (1877) wurde von der SPD heftig kritisiert. Ab 1878 bis 1884 arbeitete Mehring für die Bremer Weser-Zeitung, 1883/84 für die Demokratischen Blätter.
Allerdings las er um 1880 intensiv die Schriften von Karl Marx, die ihn stark beeinflussten. Die Kritik an den Sozialistengesetzen und die Überzeugung, dass Bismarcks Sozialgesetzgebung keine grundlegende Lösung der Sozialen Frage bringen würde, führten zu einer Wiederannäherung an die Sozialdemokratie. Zwischen 1884 und 1890 war Mehring Mitarbeiter der liberalen Volks-Zeitung. Organ für Jedermann aus dem Volke und im April 1889 Chefredakteur dieser Zeitung. In dieser Zeit entwickelte sich ein freundschaftliches Verhältnis zu August Bebel und Paul Singer. Im Sommer 1890 wurde Mehring in eine Auseinandersetzung mit Paul Lindau verwickelt. Dieser hatte versucht, seine ehemalige Freundin, die Schauspielerin Elsa von Schabelsky, an der Berufsausübung an allen Theatern Berlins zu hindern, was Mehrings journalistisches Engagement für die Frau provozierte. Dies hatte auch den Bruch mit den Besitzern der Volks-Zeitung, Rudolf Mosse und Emil Cohn, zur Folge. Noch im gleichen Jahr wurde ihm die Leitung der Zeitung entzogen. Laut Robert S. Wistrich waren die Gründe dafür der politische Kampf Mehrings wie beispielsweise sein Eintreten gegen die Sozialistengesetze, der durch häufige Verbote zu einer Existenzgefährdung der Zeitung geführt hatte.

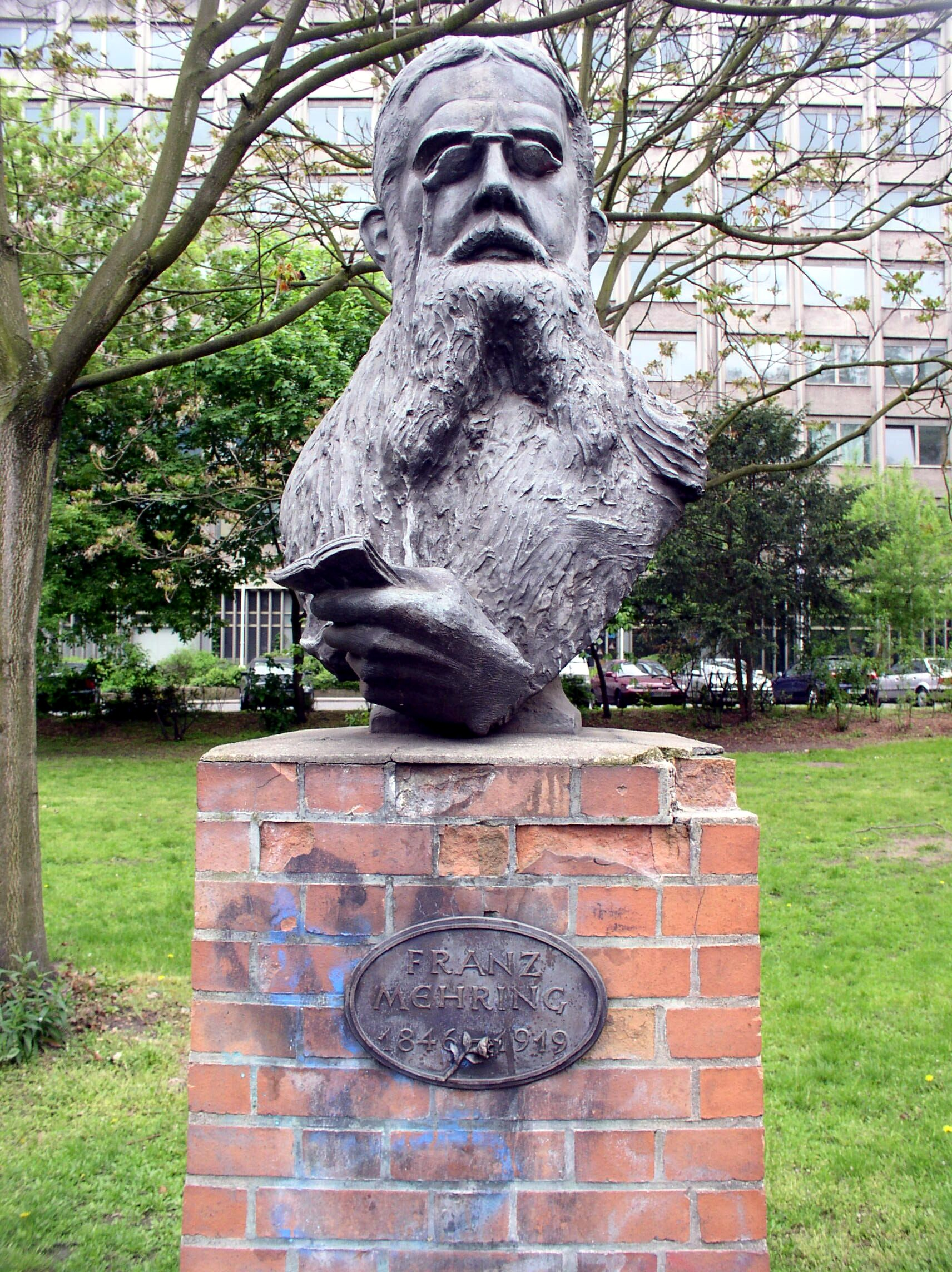
Franz-Mehring-Denkmal von Heinrich Apel am gleichnamigen Platz in Berlin-Friedrichshain.

### Engagement für die Sozialdemokratie
Im Jahr 1891 trat Mehring der Sozialdemokratischen Partei Deutschlands bei. In der Folgezeit arbeitete er für verschiedene sozialdemokratische Blätter. Von Juni 1891 bis 1913 schrieb er Leitartikel für Die Neue Zeit, damals die wichtigste theoretische Zeitschrift der SPD und stark marxistisch geprägt. Von 1902 bis 1907 war Mehring Chefredakteur der sozialdemokratischen Leipziger Volkszeitung. Bis 1913 blieb er weiter Mitarbeiter des Blattes. Außerdem publizierte er im Vorwärts und anderen sozialdemokratischen Blättern. In den Jahren 1913/14 war er Mitherausgeber der Sozialdemokratischen Korrespondenz. Neben der publizistischen Tätigkeit lehrte Mehring von 1906 bis 1911 an der zentralen Parteischule der SPD. Daneben war er von 1892 bis 1895 Leiter des Vereins der Freien Volksbühne in Berlin. 1917/1918 war er Mitglied des Preußischen Abgeordnetenhauses. Innerhalb der SPD blieb der bildungsbürgerlich geprägte Mehring ein Außenseiter. Der Parteivorsitzende August Bebel schrieb am 20. März 1892 an Friedrich Engels:

„Mehrings Arbeiten sind allerdings ausgezeichnet, aber trotz alledem lässt sich kein intimeres Verhältnis mit ihm herstellen; man befürchtet immer wieder, er bekäme einen Rückfall; und ausserdem muss man sich fürchten, mit ihm sich vertraulicher einzulassen, weil der Verdacht besteht, er notierte alles, was er hört. Das sind fatale Eigenschaften, die seine Person nicht zur Geltung kommen lassen.“

### Opposition zur Mehrheitssozialdemokratie
In den innerparteilichen Grundsatzdebatten vor dem Ersten Weltkrieg, bei dem etwa Eduard Bernstein und der neue Parteivorsitzende Friedrich Ebert revisionistische, reformorientierte Positionen vertraten, beharrte Mehring ähnlich wie Karl Liebknecht auf der traditionellen Vorstellung vom Klassenkampf. Während des Ersten Weltkrieges distanzierte er sich aufgrund der Burgfriedenspolitik und der Zustimmung großer Teile der Partei zu den Kriegskrediten weiter von der SPD. Gemeinsam mit Karl Liebknecht, Rosa Luxemburg und Clara Zetkin sah er darin eine Unterwerfung unter die herrschende Klasse und den Tod der Internationale. Dieser Streit spaltete die Partei. Mehring war 1915 Mitherausgeber der Zeitschrift Die Internationale und gründete 1916 mit anderen führenden Linken in der SPD die Spartakusgruppe. Im August 1916 wurde Mehring für vier Monate in militärische Sicherheitshaft genommen, 
aufgrund seines hohen Alters unter schonenden Bedingungen. Die Haft verbrachte er gemeinsam mit dem führenden Spartakusmitglied Ernst Meyer in der Berliner Stadtvogtei. 1917 trat er der USPD bei, die für eine sofortige Beendigung des Krieges eintrat. Mehring war Ende 1918 entscheidend an der Vorbereitung des Gründungsparteitages der KPD beteiligt, welche die Arbeit des Spartakusbundes fortführte.

## Wirken

### Verhältnis zum Judentum
Mehring äußerte sich seit 1876 immer wieder zur sogenannten Judenfrage und kritisierte dabei sowohl Antisemitismus als auch Philosemitismus. Kein anderer sozialistischer Autor beschäftigte sich laut dem amerikanischen Historiker Lars Fischer so intensiv mit diesem Themenkomplex, Fischer spricht von einer „Obsession“.
Nach dem Berliner Antisemitismusstreit verteidigte Mehring 1882 Heinrich von Treitschke gegen dessen Kritiker, weil dieser die – seiner Meinung nach – negativen Seiten der Judenemanzipation beim Namen nenne. In diesem Zusammenhang tat er judenfeindliche Krawalle in seiner hinterpommerschen Heimat, bei denen die Synagoge von Neustettin niedergebrannt worden war, als „Unfug“ ab, den der darüber erhobene Lärm erst entstehen lasse. Um dem Antisemitismus zu begegnen, empfahl er, angeblich von Juden verursachte Missstände „mit äußerster, schärfster Bestimmtheit“ zu benennen. Mehring lieferte sich Auseinandersetzungen mit Mitgliedern der Freisinnigen Partei, die er als „Philosemiten“ bezeichnete und denen er vorwarf, nicht wie behauptet die Juden zu schützen – er nennt als Beispiel den Konflikt zwischen Marx und Eugen Richter –, sondern den Kapitalismus zu verteidigen:

„Auf der anderen Seite aber ist der Philosemitismus um kein Haar besser, als der Antisemitismus. Wenn dieser den Kapitalismus zu bekämpfen behauptet, indem er die Juden verfolgt, so behauptet dieser, die Juden zu schützen, indem er den Kapitalismus durch dick und dünn vertheidigt.“

Mehrings Polemik gegen die Philosemiten führte 1893 zu einer Kontroverse mit dem Parteitheoretiker Eduard Bernstein. Nach Mehrings Überzeugung würde erst eine neue Organisation der Gesellschaft den „Schacher“ aufheben und eine „Emanzipation […] vom praktischen, realen Judenthum“ bewirken. Ähnliche Thesen fand Mehring in Marx’ innerhalb der Arbeiterbewegung wenig beachteter Frühschrift Zur Judenfrage, um deren Verbreitung er sich bemühte. In einem Vorwort kritisierte Mehring, das eigentlich demokratische und liberale Judentum wäre sofort bereit, Demokratie und Liberalismus „zu verraten, wenn sie seiner eigenen Herrschaft hinderlich werden sollten.“ 1893 schrieb Mehring in einem Artikel über den antisemitischen Politiker Adolf Stoecker, dass dessen „glücklicher Leichtsinn im Behaupten und Widerrufen von Thatsachen […] von den Soldschreibern des Geldjudenthums mit äußerstem Bemühen ausgenutzt worden ist, um aus Stöcker eine Vogelscheuche der Unwahrhaftigkeit zu machen“. Im gleichen Jahr äußerte er im Vorwärts die Hoffnung, antisemitisch eingestellte Kleinbürger würden „einen sehr lehrreichen Vorkurs zur Sozialdemokratie durchlaufen“, bald würden Antisemiten und Sozialisten gemeinsam die „gehäuften Sünden des bürgerlichen Liberalismus“ bekämpfen.
Edmund Silberner rechnete Mehring zu den bedeutenden Sozialisten mit einer Voreingenommenheit gegenüber Juden. Nach Ansicht des israelischen Historikers Robert S. Wistrich war Mehrings Haltung gegenüber den Juden im Pressewesen „praktisch ununterscheidbar vom verfeinerten Antisemitismus, der mit einer ganzen Richtung konservativer Kulturkritik einherging“. Mehring illustriere die Schwierigkeiten der Arbeiterbewegung, „die marxistische klar von der antisemitischen Kritik am liberalen Kapitalismus abzugrenzen“. Paul Massing sieht Mehrings Veröffentlichungen zum Judentum als Ursache dafür, dass die Arbeiterbewegung den nationalsozialistischen Judenverfolgungen eher gleichgültig gegenüber gestanden habe. Laut Hans G. Glasner habe Mehring aus seinen antisemitischen Ressentiments „kein Hehl“ gemacht. Matthias Vetter attestiert ihm eine deutliche „Abneigung gegen das ‚Judentum‘“ sowohl in religiöser Hinsicht als auch, was seine Erfolge in Kapitalismus und Pressewesen betrifft. Gleichwohl könne man ihn nicht als „ideologischen Antisemiten“ bezeichnen. Rosemarie Leuschen-Seppel verweist darauf, dass Mehring als „Sondererscheinung“ für die Sozialdemokratie nicht typisch sei. Auch Götz Aly attestiert Mehring offene oder verdeckte antisemitische Äußerungen, mit denen er sich von der Haltung der großen Mehrheit der deutschen Sozialdemokratie unterschied, die jeden Antisemitismus klar verurteilte. Shlomo Na’aman bestreitet dagegen, dass Mehring ein Antisemit gewesen sei, da er niemals gefordert habe, die Emanzipation rückgängig zu machen.

### Schriften
Mehrings Bedeutung liegt weniger in seinem konkreten politischen Handeln, sondern in seinen zahlreichen Schriften, insbesondere zur Geschichte der Arbeiterbewegung und der Sozialdemokratie. Dazu zählt etwa die zweibändige Geschichte der deutschen Sozialdemokratie (1898). Seine 1910/11 erschienene Deutsche Geschichte vom Ausgang des Mittelalters bediente sich der von Marx und Engels begründeten Methode des historischen Materialismus. Mehring war einer der ersten Historiker, der die marxistische Theorie konsequent auf die Geschichtswissenschaft anwandte. So verteidigte er die auf die historische Entwicklung von Arbeit und Wirtschaft bezogene Methode Karl Lamprechts im Historikerstreit mit den Neorankeanern, beschäftigte sich etwa mit der Geschichte der Reformation und versuchte eine „Entzauberung“ der Geschichtsmythen um die herrschende Dynastie der Hohenzollern. Kurz vor seinem Tode veröffentlichte er im Jahr 1918 die erste und bis heute einflussreiche Biographie über Karl Marx.

## Ehrungen

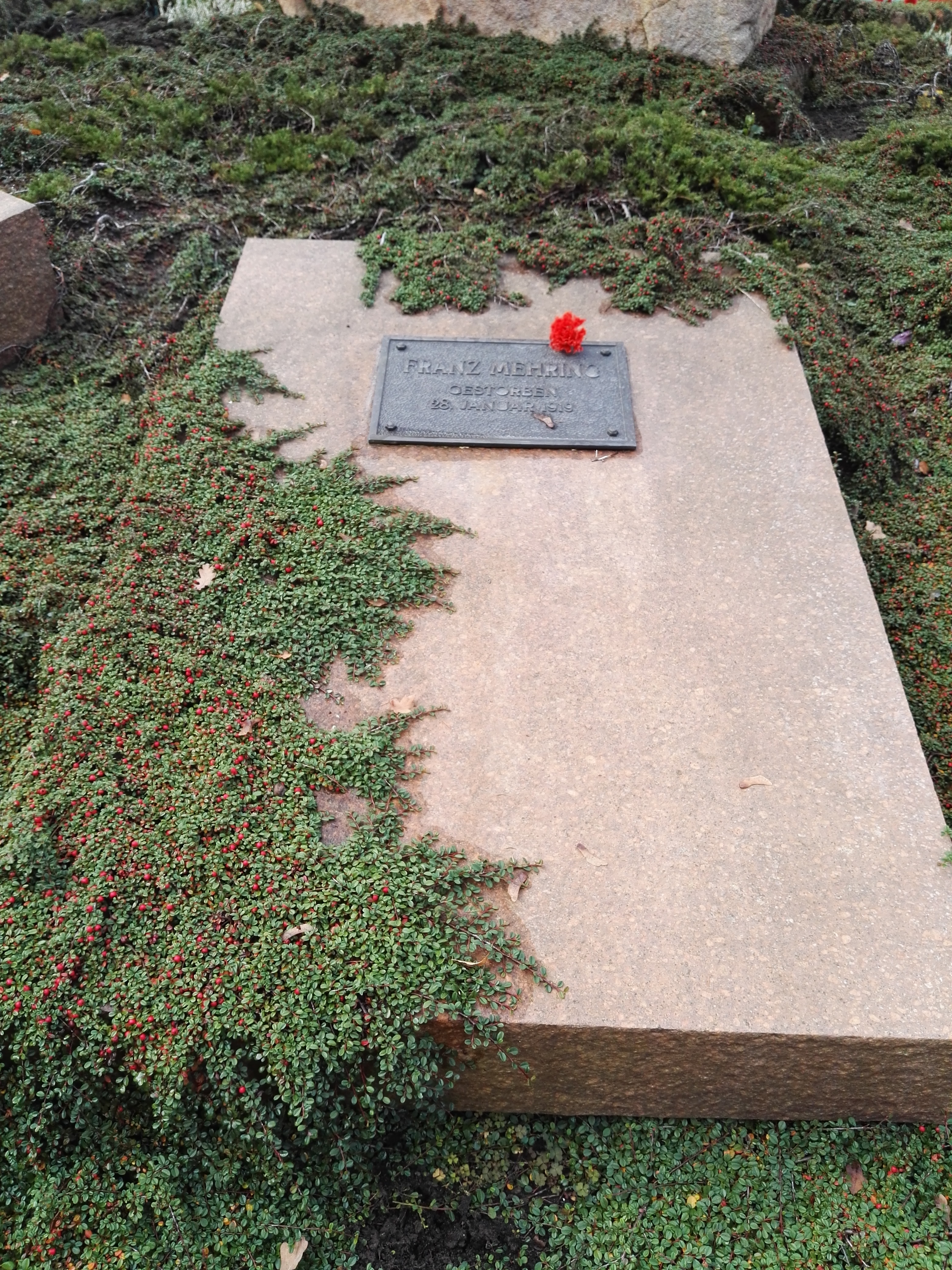
Grabstätte auf dem Zentralfriedhof Berlin-Friedrichsfelde

Die Grabstätte Franz Mehrings auf dem Zentralfriedhof Friedrichsfelde wurde 1950 in die damals von der DDR-Führung neu errichtete Gedenkstätte der Sozialisten integriert und gehört seither zur Reihe der Gräber in deren Mittelrondell.
In der DDR war ein Institut der Karl-Marx-Universität Leipzig nach ihm benannt, das in Berlin-Biesdorf eine Außenstelle hatte. Die Deutsche Post der DDR gab am 20. Juni 1955 im Rahmen der Ausgabe „Führer der deutschen Arbeiterbewegung“ eine Sondermarke zu seinen Ehren heraus. Die Franz-Mehring-Ehrennadel des Verbandes der Journalisten der DDR wurde nach ihm benannt. Weiterhin trug die Offiziershochschule der Luftstreitkräfte/Luftverteidigung „Franz Mehring“ in Kamenz den Ehrennamen Franz Mehring.
Bundesweit sind heute rund siebzig Straßen, Plätze, Wege und Viertel nach Mehring benannt, in Berlin etwa der Mehringplatz und der benachbarte Mehringdamm. Auf dem Franz-Mehring-Platz in Friedrichshain steht vor dem Redaktionsgebäude der Tageszeitung Neues Deutschland das von Heinrich Apel 1978/81 geschaffene Bronze-Denkmal.
2009 wurde der der Partei für Soziale Gleichheit (PSG) nahestehende Verlag, mit Sitz in Essen, in Mehring Verlag umbenannt.

## Darstellung Mehrings in der bildenden Kunst
- Heinrich Apel: Franz Mehring (Holzschnitt, aus der Mappe „Bildnisse - Porträts von Persönlichkeiten“, 1985)[41]

## Schriften
- Herr von Treitschke, der Sozialistentödter und die Endziele des Liberalismus – Eine sozialistische Replik. Genossenschaftsbuchdruckerei, Leipzig 1875.
- Herr Sonnemann. Zwei Leitartikel der Staatsbürger Zeitung. Den Frankfurter Reichstagswählern gewidmet. Berlin 1876.
- Zur Geschichte der deutschen Socialdemokratie. Ein historischer Versuch. Faber, Magdeburg 1877.
- Die deutsche Sozialdemokratie: Ihre Geschichte u. ihre Lehre; Eine historisch-kritische Darstellung. C. Schünemann, Bremen 1877.
- Herr Hofprediger Stöcker der Socialpolitiker. Eine Streitschrift. Schünemann, Bremen 1882.
- Franz Duncker. Ein Gedenkblatt. Gutenberg Druck und Verlag, Berlin 1888.
- Der Fall Lindau. Dargestellt und erläutert von Franz Mehring. K. Brachvogel & Ranft, Berlin 1890. Digitalisiert von der Zentral- und Landesbibliothek Berlin, 2020. URN urn:nbn:de:kobv:109-1-15415511
- Kapital und Presse. Ein Nachspiel zum Fall Lindau. K.Brachvogel & Ranft, Berlin 1891 (Digitalisat des 2. Tausend der ersten Auflage 1891).
- Herrn Eugen Richters Bilder aus der Gegenwart. Eine Entgegnung. Wörlein & Co., Nürnberg 1892.
- Die Lessing-Legende. Eine Rettung, nebst einem Anhang über den historischen Materialismus. J. H. W. Dietz, Stuttgart 1893.
- Gustav Adolf. Ein Fürstenspiegel zu Lehr und Nutz der deutschen Arbeiter. Verlag der Expedition des Vorwärts, Berlin 1894 (2. verb. Aufl. 1908).
- Kunst und Proletariat. In: Die Neue Zeit. Revue des geistigen und öffentlichen Lebens, Band 15 (1896/97), S. 129–133. Dietz, Stuttgart 1897 (Digitalisat und Volltext im Deutschen Textarchiv).
- Geschichte der deutschen Sozialdemokratie. 2 Teile, Dietz, Stuttgart 1897/98 (2. verb. Aufl., 4B de., Stuttgart, Dietz, 1903/04).
- Herrn Hardens Fabeln. Eine nothgedrungene Abwehr. H. Walther, Berlin 1899 (Digitalisat).
- Weltkrach und Weltmarkt. Eine weltpolitische Skizze. Vorwärts, Berlin 1900 (Digitalisat).
- Arbeiterklasse und Flottenvorlage. Vorwärts, Berlin 1900.
- Gesammelte Schriften von Karl Marx und Friedrich Engels, Bände 1–3. Dietz, Stuttgart 1902 (Digitalisat Band 2).
- Briefe von Ferdinand Lassalle an Karl Marx und Friedrich Engels 1849 bis 1862 hrsg. von Franz Mehring. J. H. W. Dietz Nachf. (G.m.b.H.), Stuttgart 1902 (Digitalisat).
- Meine Rechtfertigung. Ein nachträgliches Wort zum Dresdner Parteitag. Verlag der Leipziger Buchdruckerei, Leipzig 1903 (Digitalisat).
- Schiller. Ein Lebensbild für deutsche Arbeiter. Verlag der Leipziger Buchdruckerei, Leipzig 1905.
- Jena und Tilsit. Ein Kapitel ostelbischer Junkergeschichte. Verlag der Leipziger Buchdruckerei, Leipzig 1906.
- Eine Geschichte der Kriegskunst. Paul Singer, Stuttgart 1908.
- David Friedrich Strauß. Die Neue Zeit, 26. Jg. 1907/08, Erster Band, S. 573–577 (Digitalisat).
- Wilhelm Wolff: Gesammelte Schriften. Nebst einer Biographie Wolffs von Friedrich Engels. Mit Einleitung und Anmerkungen. Hrsg. von Fr. Mehring. Jubiläums-Ausgabe. Buchhandlung Vorwärts, Berlin 1909 (= Sozialistische Neudrucke. III). (Digitalisat).
- Antonio Labriola. Zum Gedächtnis des Kommunistischen Manifestes. Eingeleitet und übersetzt von Franz Mehring. Mit einem Bildnis des Verfassers. Verlag der Leipziger Buchdruckerei Aktiengesellschaft, Leipzig 1909 (Reprint: Verlag Neue Kritik, Frankfurt am Main 1970 (=Archiv sozialistischer Literatur)).
- Deutsche Geschichte vom Ausgang des Mittelalters. Ein Leitfaden für Lehrende und Lernende. 2 Teile, Vorwärts, Berlin 1910/11 (Digitalisat).
- Heinrich Heines Werke in zehn Bänden. Mit einer biographischen Einleitung. Buchhandlung Vorwärts, Berlin 1911.
- Freiligrath und Marx in ihrem Briefwechsel. Singer, Stuttgart 1912 (= Ergänzungshefte zur Neuen Zeit).
- 1807 bis 1812. Von Tilsit nach Tauroggen. Dietz, Stuttgart 1912.
- Politische Reden und aufsätze von J. B. Schwitzer. Vorwärts, Berlin 1912 (Digitalisat).
- 1813 bis 1819. Von Kalisch bis Karlsbad. Dietz, Stuttgart 1913.
- Kriegsartikel. Aktion, Berlin 1918.
- Karl Marx. Geschichte seines Lebens. Leipziger Buchdruckerei, Leipzig 1918 (= Gesammelte Schriften, Band 3. Berlin, 1960, S. 3–552 online).

## Werkausgaben
- Gesammelte Schriften und Aufsätze in Einzelausgaben. (Hrsg. Eduard Fuchs), Band 1–6 u. 12, Soziologische Verlagsanstalt, Berlin 1929–1933.
- Walter Heist (Hrsg.): Beiträge zur Literaturgeschichte. Berlin 1948.
- Krieg und Politik. Zwei Bände. Verlag des Ministeriums für nationale Verteidigung, Berlin 1959/1961.
- Gesammelte Schriften. (Hrsg. von Thomas Höhle, Hans Koch und Josef Schleifstein). 15 Bände. Dietz Verlag, Berlin 1960–1967, ISBN 3-320-00762-9.
- Günther Cwojdrak (Hrsg.): Mit eingelegter Lanze. Literarische Streitschriften von Hutten bis Mehring. Reclam, Leipzig 1968.
- Fritz J. Raddatz (Hrsg.): Werkauswahl. (= Sammlung Luchterhand. 170, 177 und 198). Band 1–3, Luchterhand, Neuwied/Darmstadt 1974–1975.
- Zur Geschichte Preußens. Dietz Verlag, Berlin 1981.
- Politische Publizistik. Eine Auswahl in zwei Bänden. Ausgewählt und eingeleitet von Josef Schleifstein. Verlag Marxistische Blätter, Frankfurt am Maim 1977, ISBN 3-88012-445-0 (Marxistische Taschenbücher. Sozialistische Klassiker 45/46).